# Utensilnord/Saison 2014
Dieser Artikel listet Erfolge und Fahrer des Radsportteams Utensilnord in der Saison 2014 auf.

## Erfolge in der UCI Europe Tour
| Datum    | Rennen                                            | Kat. | Fahrer        |
| -------- | ------------------------------------------------- | ---- | ------------- |
| 27. Juni | Ungarische Meisterschaft – Einzelzeitfahren (U23) | CN   | János Pelikán |
| 29. Juni | Ungarische Meisterschaft – Straßenrennen          | CN   | Balázs Rózsa  |

## Abgänge – Zugänge
| Zugänge                     | Team 2013                 | Abgänge                       | Team 2014             |
| --------------------------- | ------------------------- | ----------------------------- | --------------------- |
| Bernárd Bendegúz            | Ora Hotels Carrera (2011) | Krisztián Lovassy             | Team FixIT.no         |
| Gianfelice Fonte            | Neoprofi                  | Marco Zamparella              | Movistar Team América |
| Zoltán Lengyel              | Neoprofi                  | Simone Masciarelli            | Karriereende          |
| Gennaro Maddaluno           | Neoprofi                  | Gabriele Bosisio              | Unbekannt             |
| Balázs Rózsa                | Neoprofi                  | Szilárd Buruczki              | Unbekannt             |
| Gergely Varró               | Neoprofi                  | Rida Cador                    | Unbekannt             |
| János Pelikán (ab 25. Juni) | Neoprofi                  | Andrea Masciarelli            | Unbekannt             |
|                             |                           | Péter Palotai                 | Unbekannt             |
|                             |                           | Federico Rocchetti            | Unbekannt             |
|                             |                           | Péter Simon                   | Unbekannt             |
|                             |                           | Péter Kusztor (bis 30. April) | Amplatz-BMC           |

## Mannschaft
| Name                | Geburtstag        | Nationalität |
| ------------------- | ----------------- | ------------ |
| Bernárd Bendegúz    | 15. Februar 1988  | Ungarn       |
| Zsolt Dér           | 25. März 1983     | Ungarn       |
| Gianfelice Fonte    | 18. Januar 1985   | Italien      |
| Botond Holló        | 17. April 1992    | Ungarn       |
| Ábel Kenyeres       | 14. Februar 1994  | Ungarn       |
| Zoltán Lengyel      | 25. April 1995    | Ungarn       |
| Gennaro Maddaluno   | 12. Mai 1987      | Italien      |
| Alessandro Mazzi    | 16. November 1987 | Italien      |
| János Pelikán       | 19. April 1995    | Ungarn       |
| Balázs Rózsa        | 26. November 1995 | Ungarn       |
| Daniele Scampamorte | 15. Juli 1986     | Italien      |
| Gergely Varró       | 7. August 1995    | Ungarn       |
| Gianfranco Visconti | 18. Februar 1983  | Italien      |